# Ganbatyn Ariundżargal
Ganbatyn Ariundżargal (mong. Ганбатын Ариунжаргал; ur. 3 maja 1998) – mongolska zapaśniczka walcząca w stylu wolnym. Zajęła piąte miejsce na igrzyskach azjatyckich w 2022. Czwarta na mistrzostwach Azji w 2020 i 2022. Czwarta w Pucharze Świata w 2019. Piąta na igrzyskach wojskowych w 2019 roku.